# Círculo de mujeres

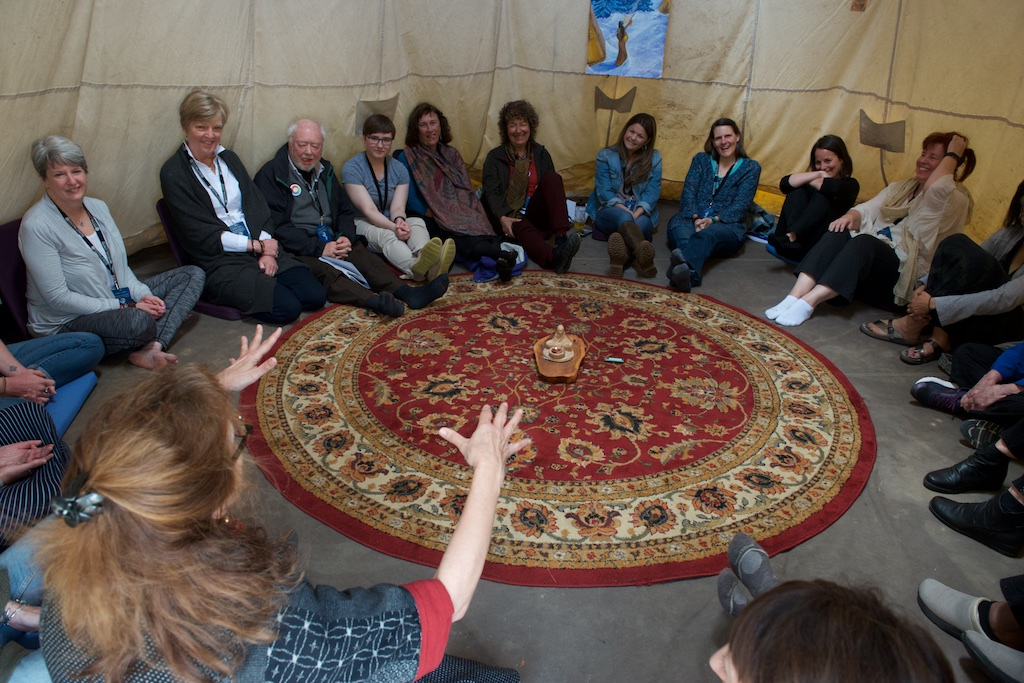
Círculo de mujeres en un tipi Dakota durante el Festival of Faiths en Louisville el 2018.

Un círculo de mujeres es una reunión de mujeres que busca brindar un espacio grupal seguro y horizontal (no jerárquico) dirigido específicamente a mujeres. En los círculos, se puede escuchar, sostener y ver a las mujeres sin juzgarlas, de modo que las mujeres puedan contar con un espacio de autorreflexión, aceptación propia y de otras, apoyo grupal y descanso. Los círculos pueden dirigirse a mujeres de distintos grupos culturales, sociales y etarios.
Si bien el reunirse en un círculo es una cualidad humana, el círculo de mujeres no siempre es relacionado con alguna tradición religiosa o espiritual. Este acto ritual suele incluirse en actividades como la meditación, el trabajo corporal, el ritual, el canto, la presencia de altares, las cartas del oráculo, las bendiciones de útero y, a veces, las referencias a lo divino o sagrado femenino, las participantes no necesariamente están vinculadas a alguna religión o práctica espiritual.
La corporeidad y la feminidad sirven como puntos de partida desde los cuales se cuestiona, experimenta y explora en un sentido más creativo en lugar de una contracultura basada en un sentido fijo de identidad y esencialismo de género.
Los círculos ocurren periódicamente, por lo general cada luna llena. 

## Estructura ceremonial
La psiquiatra y analista junguiana Jean Shinoda Bolen propone en su libro El millonésimo círculo (2004) una serie de recomendaciones para organizar un círculo de mujeres con base en una estructura ritual. Entre estas recomendaciones se encuentran:
- Seleccionar un lugar íntimo, ya sea en un espacio abierto o cerrado, en donde se evite la intromisión de personas ajenas y ruidos,
- Definir la intención del círculo, pudiendo ser un círculo de meditación u oración, un grupo de apoyo, de estudio o de diálogo,
- Establecer un horario y una duración, tomando en cuenta la cantidad de participantes,
- Armar un pequeño altar alrededor del cual se establecerá el círculo, tal vez con una vela sobre una manta (ver imagen al inicio), y
- Proponer una serie de reglas para mantener el respeto y la confianza en el círculo, de modo que se mantenga un espacio seguro para todas las participantes.

## Otros nombres
En inglés, los círculos de mujeres también son conocidos como tiendas rojas o carpas rojas (Red Tents).

## Otros tipos de círculos
A partir de los círculos de mujeres surgieron los círculos de hombres y los círculos mixtos.
En los círculos de hombres se busca deconstruir las formas tradicionales de masculinidad a través del diálogo colectivo. En estos espacios de contención, los hombres discuten y reflexionan sobre diversos temas como la sexualidad, las relaciones de pareja, la paternidad y el poder a partir de las experiencias personales.
En los círculos mixtos, se reúnen hombres y mujeres.